# Harpo Marx
Adolph (senare ändrat till Arthur) "Harpo" Marx, född 23 november 1888 på Upper East Side på Manhattan i New York, död 28 september 1964 i Los Angeles, Kalifornien, var en amerikansk komiker och en av Bröderna Marx. Namnet Harpo kom av att han spelade harpa.
Hans karaktär i brödernas scenframträdanden och filmer var alltid den stumme, harpspelande token som utsätter allt och alla omkring sig med sina clownfasoner. Hans rollfigur var ständig kompanjon och vapendragare till Chico. Han bar alltid gullockig peruk som skulle ge sken av en röd hårfärg, en rock med oräkneligt antal fickor samt en cylinderhatt.
Harpo kunde dock tala, men beslöt sig för att förbli tyst efter att en kritiker skrivit att hans kroppsspråk var utmärkt, men hans röst förstörde illusionen.[källa behövs]
Hans självbiografi, Harpo talar!, kom ut 1961.
Marx avled den 28 september 1964 av en hjärtinfarkt i Los Angeles.

## Filmografi
- 1925 – Too Many Kisses
- 1943 – Den stora stjärnparaden (Stage Door Canteen)

Not: För filmer med Bröderna Marx, se Bröderna Marx.